# Blues (álbum de Jimi Hendrix)
Blues es un álbum recopilatorio póstumo de blues del músico y compositor estadounidense Jimi Hendrix lanzado en 1994 por MCA Records.

## Track listing
| N.º | Título                                     | Escritor(es)                             | Duración |  |
| 1.  | «Hear My Train a Comin' (Acoustic)» (live) | Jimi Hendrix                             | 3:05     |  |
| 2.  | «Born Under a Bad Sign» (instrumental)     | Booker T. Jones, William Bell            | 7:37     |  |
| 3.  | «Red House»                                | Hendrix                                  | 3:41     |  |
| 4.  | «Catfish Blues» (live)                     | Traditional, arr. Hendrix                | 7:46     |  |
| 5.  | «Voodoo Chile Blues»                       | Hendrix                                  | 8:47     |  |
| 6.  | «Mannish Boy»                              | Muddy Waters, Mel London, Ellas McDaniel | 5:21     |  |
| 7.  | «Once I Had a Woman»                       | Hendrix                                  | 7:49     |  |
| 8.  | «Bleeding Heart»                           | Elmore James, arr. Hendrix               | 3:26     |  |
| 9.  | «Jelly 292»                                | Hendrix                                  | 6:25     |  |
| 10. | «Electric Church Red House»                | Hendrix                                  | 6:12     |  |
| 11. | «Hear My Train a Comin' (Electric)» (live) | Hendrix                                  | 12:08    |  |